# Skiby
Skiby [pronunciación en polaco: /ˈskibɨ/] es un pueblo en el distrito administrativo de Gmina Chęciny, dentro del condado de Kielce, voivodato de Świętokrzyskie, en el centro-sur de Polonia. Se encuentra aproximadamente a 3 kilómetros al noroeste de Chęciny y 15 kilómetros al suroeste de la capital regional Kielce.